# Parahasta stiegelmayri
Parahasta stiegelmayri är en insektsart som beskrevs av Melichar 1912. Parahasta stiegelmayri ingår i släktet Parahasta och familjen Dictyopharidae. Inga underarter finns listade i Catalogue of Life.